# Vanessa Ferlito
Vanessa Ferlito (Brooklyn, 28 dicembre 1977) è un'attrice statunitense.

## Biografia
Vanessa Ferlito nasce a Brooklyn (New York) il 28 dicembre 1977 da una famiglia di origini italiane. Divenuta famosa per aver interpretato Claudia Salazar nella terza stagione della serie televisiva 24 ed un ruolo minore in Spider-Man 2, è per lo più conosciuta per il ruolo del detective Aiden Burn in CSI: NY.
Nel 2007 ha partecipato, nel ruolo di Arlene Butterfly, all'episodio A prova di morte di Grindhouse, diretto da Quentin Tarantino. Dal 2013 è uno protagonisti della serie trasmessa sul canale via cavo USA Network della serie Graceland dove interpretata il ruolo dell'agente FBI Catherine "Charlie/Chuck" DeMarco. Dal 2016 interpreta l'agente speciale Tammy Gregorio in NCIS: New Orleans, a partire dalla terza stagione.

## Vita privata
Ha un figlio.
È vegana, una sostenitrice dei diritti degli animali e membro attivo dei PETA.

## Filmografia

### Cinema
- On Line, regia di Jed Weintrob (2002)
- La 25ª ora (25th Hour), regia di Spike Lee (2002)
- Spider-Man 2, regia di Sam Raimi (2004)
- The Tollbooth, regia di Debra Kirschner (2004)
- L'uomo di casa (Man of the House), regia di Stephen Herek (2005)
- Shadowboxer, regia di Lee Daniels (2005)
- Grindhouse - A prova di morte (Death Proof), regia di Quentin Tarantino (2007)
- Extrema - Al limite della vendetta (Descent), regia di Talia Lugacy (2007)
- Nothing Like the Holidays, regia di Alfredo De Villa (2008)
- Madea Goes to Jail, regia di Tyler Perry (2009)
- Julie & Julia, regia di Nora Ephron (2009)
- Wall Street - Il denaro non dorme mai (Wall Street: Money Never Sleeps), regia di Oliver Stone (2010)
- Uomini di parola (Stand Up Guys), regia di Fisher Stevens (2012)

### Televisione
- I Soprano (The Sopranos) – serie TV, episodi 3x05-5x02 (2001-2004)
- Squadra emergenza (Third Watch) – serie TV, episodio 3x21 (2002)
- Law & Order - I due volti della giustizia (Law & Order) – serie TV, episodio 13x14 (2003)
- Undefeated, regia di John Leguizamo – film TV (2003)
- 24 – serie TV, 11 episodi (2003-2004)
- CSI: Miami – serie TV, episodi 2x22-2x23 (2004)
- CSI: NY – serie TV, 26 episodi (2004-2006)
- Drift, regia di Paul W. S. Anderson – film TV (2006)
- Cooper and Stone, regia di John Dahl – film TV (2011)
- Graceland – serie TV, 38 episodi (2013-2015)
- NCIS: New Orleans – serie TV, 108 episodi (2016-2021)
- Griselda – miniserie TV, 6 puntate (2024)

## Doppiatrici italiane
Nelle versioni in italiano delle opere in cui ha recitato, è stata doppiata da:
- Eleonora De Angelis in CSI: Miami, CSI: New York
- Chiara Colizzi in Law & Order - I due volti della giustizia
- Monica Bertolotti in La 25ª ora
- Daniela Calò ne I Soprano
- Tiziana Avarista in L'uomo di casa
- Alessandra Cassioli in Shadowboxer
- Irene Di Valmo in 24
- Emanuela Rossi in Grindhouse - A prova di morte
- Raffaella Castelli in Wall Street - Il denaro non dorme mai
- Ilaria Latini in Uomini di parola
- Alessia Amendola in Graceland
- Barbara De Bortoli in NCIS: New Orleans
- Angela Brusa in Griselda